# Physalis ingrata
Physalis ingrata är en potatisväxtart som beskrevs av Standley. Physalis ingrata ingår i släktet lyktörter, och familjen potatisväxter. Inga underarter finns listade i Catalogue of Life.